# Jednostka regionalna Ateny-Sektor Centralny
Jednostka regionalna Ateny-Sektor Centralny (gr. Περιφερειακή ενότητα Κεντρικού Τομέα Αθηνών) – jednostka administracyjna Grecji w regionie Attyka. Powołana do życia 1 stycznia 2011, liczy 996 tys. mieszkańców (2021).
W skład jednostki wchodzą gminy:
- Ateny (1),
- Dafni-Imitos (13),
- Filadelfia-Chalkidona (32),
- Galatsi (11),
- Iliupoli (16),
- Kiesariani (19),
- Wironas (10),
- Zografos (15).